# Реквием (Зуппе)
Реквием — сочинение классика венской оперетты Франца фон Зуппе, написанное в 1855 году и посвящённое памяти протежировавшего ему дирижёра и импресарио Франца Покорны. В сочинении используется стандартный латинский текст и стандартный состав оркестра (струнные, двойной состав деревянных духовых, четыре валторны, две трубы, три тромбона и литавры), продолжительность сочинения около 60 минут. Реквием был впервые исполнен на поминальной службе по случаю пятилетия смерти Покорны и в последующие шесть лет несколько раз с успехом исполнялся повторно, однако позднее это сочинение было оттеснено в тень многочисленными шедеврами Зуппе в области лёгкой музыки и лишь на исходе XX века вернулось в репертуар.